# Hippias maior

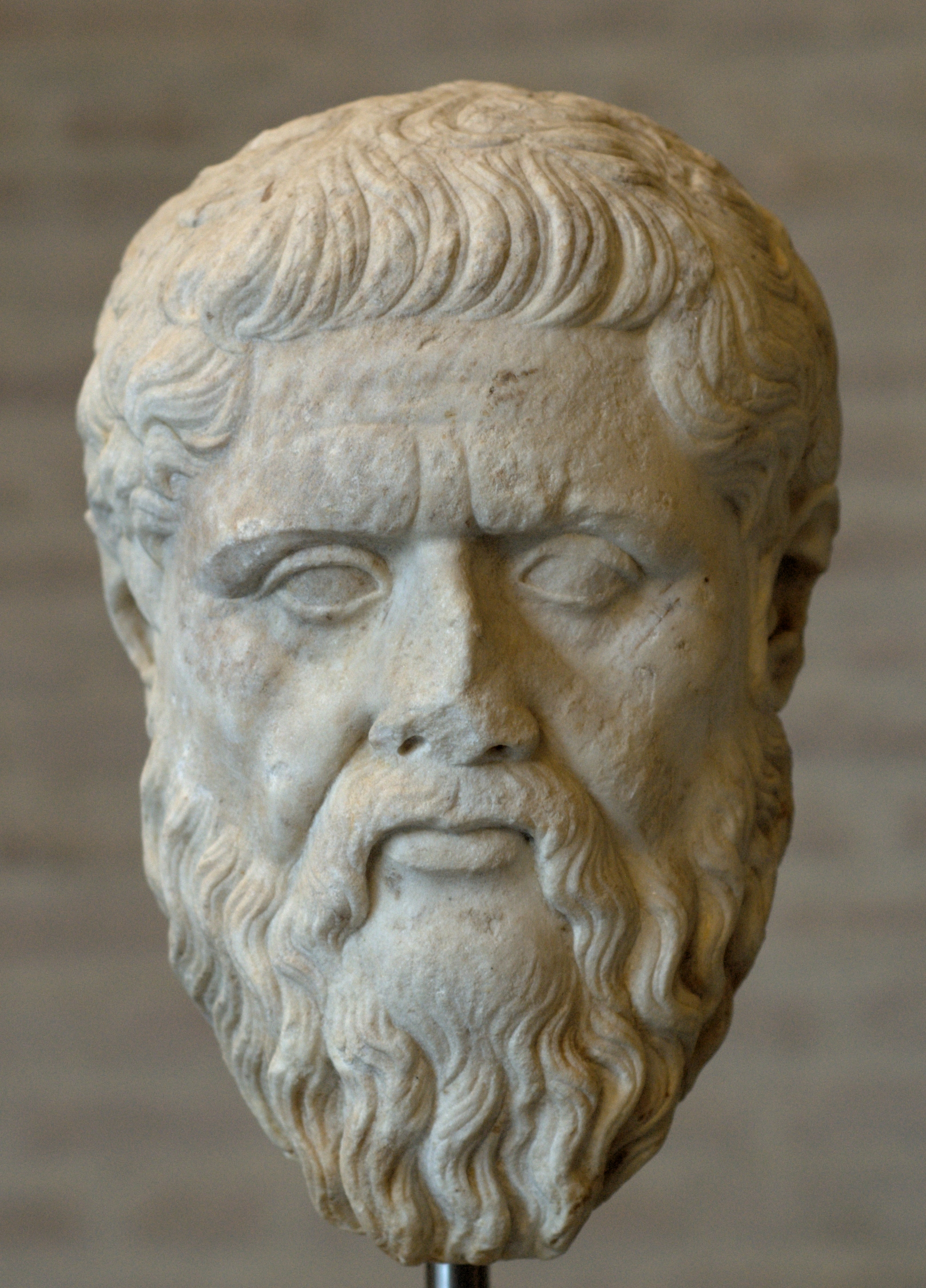
Platon (römische Kopie des griechischen Platonporträts des Silanion, Glyptothek München)

Der Hippias maior oder Hippias I (altgriechisch Ἱππίας μείζων Hippías meízōn, deutsch „der Größere Hippias“ oder „der Große Hippias“) ist ein antiker literarischer Dialog. Er soll von Platon stammen, seine Echtheit ist aber seit dem 19. Jahrhundert umstritten. Die Bezeichnung maior dient dabei der Unterscheidung vom Hippias minor, dem „Kleineren“ oder „Kleinen“ Hippias, einem kürzeren und daher als kleiner bezeichneten Dialog, der nach der heute vorherrschenden Forschungsmeinung ein echtes Werk Platons ist.
Es handelt sich um ein fiktives philosophisches Gespräch. Platons Lehrer Sokrates diskutiert mit dem Sophisten Hippias von Elis, nach dem der Dialog benannt ist. Das Thema ist die Frage nach der Definition des „Schönen“. Dabei wird der Begriff „schön“ in einem weiten, nicht nur ästhetischen Sinn aufgefasst, er schließt also auch schöne Verhältnisse und Handlungen ein. Einige undurchdachte Definitionsversuche des philosophisch ungeschulten Hippias erweisen sich als untauglich, aber auch die fünf Vorschläge, die Sokrates anschließend unterbreitet, scheitern an den Einwänden, die er selbst dagegen vorbringt. Am Ende ist eine befriedigende Lösung nicht in Sicht, der Dialog mündet in Ratlosigkeit (Aporie). Der Gesprächsverlauf zeigt nicht nur die Schwierigkeit des Problems, sondern auch die fundamentale Verschiedenheit der Denkweisen der beiden Debattierenden. Dem Pragmatiker Hippias ist das analytische, abstrahierende Vorgehen des Sokrates völlig fremd.
Die philosophische Qualität wird in der Forschung unterschiedlich bewertet; die Einschätzungen reichen von der Einstufung als unterhaltsames Gedankenspiel bis zur Annahme einer verborgenen Tiefgründigkeit.

## Ort, Zeit und Teilnehmer

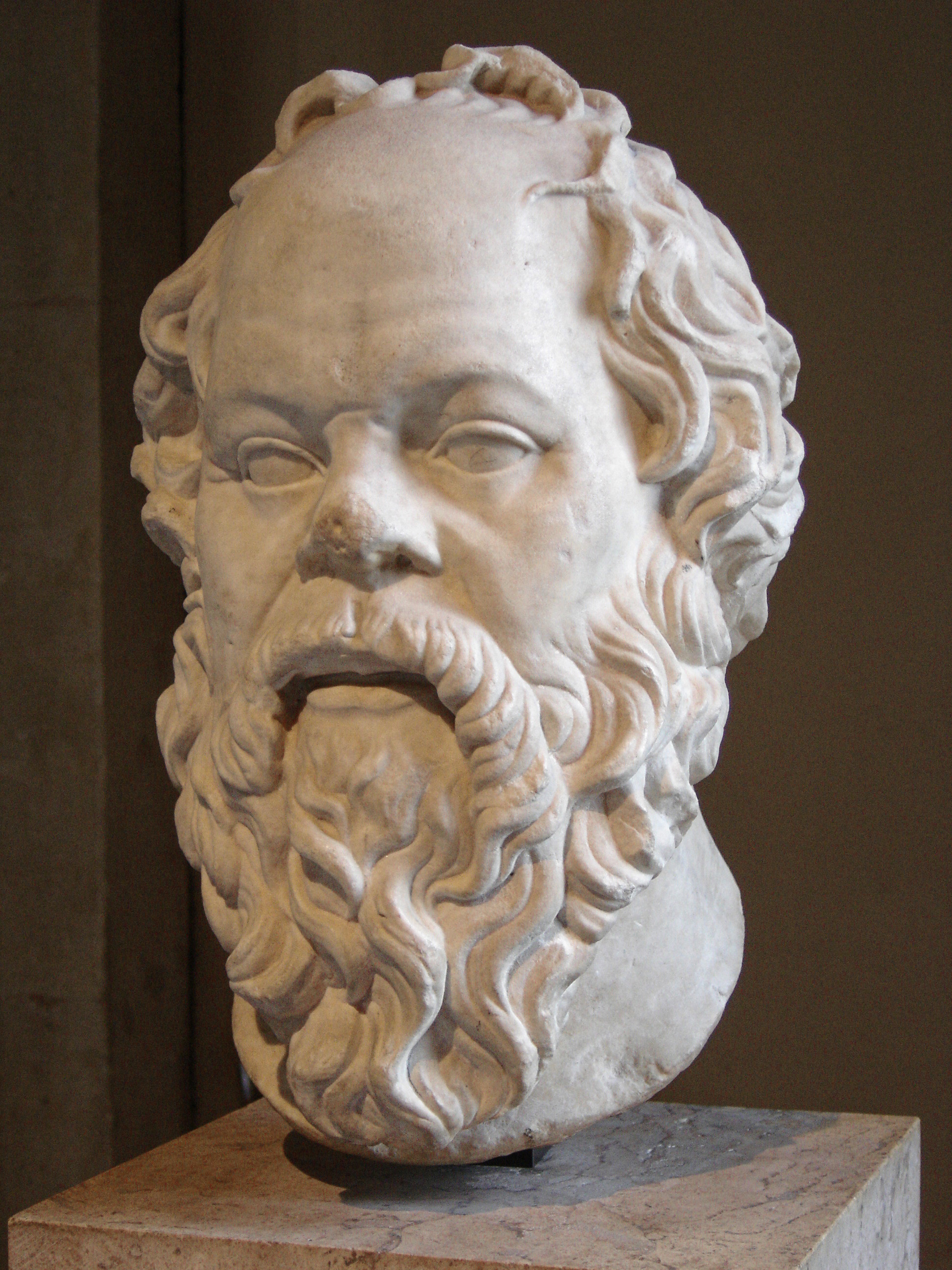
Sokrates (römische Büste, 1. Jahrhundert, Louvre, Paris)

Die Debatte spielt sich an einem nicht näher bezeichneten Ort in Athen ab. Die Zeit ist schwer zu bestimmen; wahrscheinlich ist an den Zeitraum 421–416 v. Chr. zu denken, in den auch die fiktive Dialoghandlung des Kleineren Hippias fällt. Damals herrschte der Nikiasfrieden, der den Peloponnesischen Krieg für einige Jahre unterbrach. Hippias kündigt an, dass er übermorgen eine Rede halten wird, und lädt Sokrates dazu ein. Wahrscheinlich ist der öffentliche Vortrag (Epideixis) gemeint, der den Anlass zu der im Kleineren Hippias wiedergegebenen Debatte bot. Demnach fand das im Größeren Hippias wiedergegebene Gespräch zwei Tage vor dem im Kleineren Hippias dargestellten statt.
Am Dialog beteiligt sind nur zwei Personen, Sokrates und Hippias. Hippias von Elis war eine historische Gestalt. Er war ein namhafter Sophist, das heißt ein Lehrer, der Jünglingen der Oberschicht gegen Entgelt Unterricht erteilte und ihnen insbesondere die Kunst des gewandten, überzeugenden Auftretens in der Öffentlichkeit beibrachte. Seine Redekunst verschaffte ihm außerdem öffentliche Aufträge; für seine Heimatstadt Elis war er als Gesandter tätig. Inwieweit der Autor seiner Dialogfigur Züge des historischen Hippias – einer vielseitigen Persönlichkeit – verliehen hat, ist unklar; vielleicht hat er ihr stellenweise die Meinung des historischen Vorbilds in den Mund gelegt. Die Mannigfaltigkeit der Interessen und Kenntnisse des Sophisten und sein erstaunliches Gedächtnis werden im Dialog ebenso wie im Kleineren Hippias – wenngleich in ironischer Absicht – gerühmt; diese Darstellung scheint dem Eindruck zu entsprechen, den der historische Hippias auf seine Zeitgenossen machte.

## Inhalt
Das Einleitungsgespräch
Sokrates begrüßt Hippias, der nach langer Zeit wieder nach Athen gekommen ist. Der Besucher erzählt von seinen häufigen Gesandtschaftsreisen und seiner Lehrtätigkeit, die ihm ein hohes Einkommen verschafft. In seinem übermäßigen Selbstbewusstsein stellt er sich über die traditionell verehrten Sieben Weisen und über berühmte Philosophen wie Anaxagoras. Er redet abschätzig von den Weisen der Vergangenheit, die es nicht verstanden hätten, ihr Wissen zu Geld zu machen. Dass sich manche von ihnen aus der Politik heraushielten, führt er auf ihre Unfähigkeit zurück. Um keinen Neid zu erregen, verzichtet er darauf, seine vermeintliche Überlegenheit über die berühmten Weisen öffentlich zu verkünden, doch vor Sokrates lässt er seiner Eitelkeit freien Lauf und wird von ihm darin noch bestärkt. Nur in Sparta hat er seinem Bericht zufolge nichts verdient, weil dort Unterricht von Fremden gesetzlich verboten ist. Die Spartaner behalten die Erziehung ihrer Jugend selbst in der Hand.
Darauf nimmt Sokrates die Perspektive des Hippias ein und kritisiert aus dieser Sicht die spartanische Gesetzgebung: Sie sei verfehlt, da sie der Jugend die beste Unterweisung vorenthalte, wenn Hippias tatsächlich so überragend qualifiziert sei. Der Buchstabe des Gesetzes vereitle dessen Zweck, das Erziehungswesen bestmöglich zu gestalten, und sei somit eigentlich objektiv „gesetzwidrig“, wenn man vom Sinn der Gesetzgebung ausgehe. Nur zögernd stimmt Hippias der provozierenden Verurteilung der berühmten spartanischen Gesetzgebung und Erziehung zu. Diese ergibt sich zwar aus seinen eigenen Behauptungen, wie Sokrates gezeigt hat, ist aber mit der gängigen Hochschätzung des spartanischen Erziehungswesens unvereinbar. Durch den Gegensatz zwischen seinem Selbstbild und konventionellen, allgemein akzeptierten Vorstellungen, denen er ungern widerspricht, gerät Hippias in ein Dilemma.
Die Problemstellung
Sokrates nutzt die Gelegenheit, seinem anscheinend umfassend gebildeten Gesprächspartner eine Frage zu stellen. Er erzählt, dass er kürzlich in einem Gespräch einiges als schön gelobt, anderes als hässlich kritisiert hat. Darauf hat ihn jemand höhnisch in Verlegenheit gebracht, indem er eine Begründung für diese Bewertungen und eine Definition des Begriffs „schön“ verlangte. Sokrates war nach seiner Darstellung in dieser Situation ratlos. Daher habe er beschlossen, einen Kundigen um Belehrung zu bitten. Hippias versichert, er könne dies mühelos klären und kenne auch stichhaltige Antworten auf weit schwierigere Fragen. Sokrates erklärt ihm, dass die Definitionsfrage auf „das Schöne“ schlechthin zielt, also nicht auf einzelne schöne Dinge, sondern auf dasjenige, was allem Schönen die Eigenschaft Schönheit verleiht. Das Substantiv to kalón, „das Schöne“, und das entsprechende Adjektiv sowie das zugehörige Adverb bezeichnen im Altgriechischen nicht nur das ästhetisch Ansprechende, sondern werden oft auch in einem weiten, übertragenen Sinn verwendet, ähnlich wie das deutsche Wort „schön“ und entsprechende Wörter in anderen modernen Sprachen. Gemeint ist dann etwas, was als gut, erfreulich oder richtig erscheint, etwa ein schönes Leben oder auch ein schöner Tod.
Die Definitionsversuche des Hippias
Hippias versteht den von Sokrates dargelegten Unterschied zwischen Konkretem und Abstraktem nicht, denn abstraktes Denken ist ihm fremd. Er meint, es werde nach etwas Schönem gefragt, und das ist für ihn ein schönes Mädchen. Sokrates macht darauf aufmerksam, dass damit die Frage seines Bekannten nicht beantwortet ist, denn das Mädchen ist zwar selbst schön, es ist aber nicht die Ursache der Schönheit von anderem. Auch eine Kanne kann unter Umständen als schön bezeichnet werden, und das hat mit dem Mädchen nichts zu tun. Hippias gibt das widerstrebend zu, obwohl es ihm unpassend vorkommt, dasselbe Wort für einen Menschen und einen Gebrauchsgegenstand zu verwenden. Hier zeigt sich bereits die Relativität der Begriffsverwendung, die Sokrates nun, den Philosophen Heraklit zitierend, mit einem weiteren Beispiel veranschaulicht: Der schönste Affe ist im Vergleich mit dem Menschen hässlich und der schönste Mensch erscheint im Vergleich mit den Göttern wie ein Affe. Das schöne Mädchen kann also zugleich auch als hässlich bezeichnet werden. Seine Schönheit trägt zur Klärung der Frage nach dem schlechthin Schönen nichts bei.
Hippias versucht nun, um der Frage gerecht zu werden, etwas Allgemeineres zu finden und nennt das Gold. Es sei der Faktor, der die Schönheit erzeuge, denn alles mit Gold Geschmückte erscheine schön, auch wenn es ansonsten hässlich aussehe. Dagegen wendet Sokrates ein, dass der Bildhauer Pheidias die berühmte Statue der Göttin Athene im Parthenon, deren Schönheit jeder anerkennt, nicht restlos aus Gold angefertigt hat. Gesicht, Hände und Füße sind aus Elfenbein, für die Augen wurden Steine verwendet, und so sieht das Ganze besser aus, als wenn sämtliche Teile aus Gold wären. Somit hängt die Schönheit nicht allein von einem bestimmten Material ab; auch Steine können zu etwas vorbildlich Schönem gehören. Hippias stimmt zu und ändert daraufhin seine Bestimmung der Schönheit: Schön kann etwas nur sein, wenn es auch passend ist. Wenn etwas passt, entsteht dadurch Schönheit. Hier führt Sokrates den Einwand an, den er von seinem kritischen Bekannten erwartet: Für einen Gebrauchsgegenstand wie eine Rührkelle ist Holz passender als Gold. Demnach könnte Feigenholz unter Umständen schöner sein als Gold, wenn man Hippias’ Definitionsvorschlag folgt. Nun sieht Hippias das Problem ein: Wenn etwas relativ Schönes etwas anderem an Schönheit nachsteht und somit vergleichsweise unschön ist, kann es nicht das schlechthin Schöne sein.
Nach diesen Fehlschlägen versucht Hippias einen ganz anderen Ausweg zu finden. Er besinnt sich darauf, dass der Begriff des Schönen nicht auf den Bereich der Ästhetik beschränkt ist, sondern auch für Zustände und Vorgänge verwendet wird. Diesem Einfall folgend bestimmt er nun als das Schönste von allem das gelungene Leben eines Mannes, der reich und gesund ist, unter den Griechen allgemeine Verehrung genießt, ein hohes Alter erreicht, seinen Eltern eine eindrucksvolle Totenfeier ausrichtet und von seinen Kindern ein prachtvolles Begräbnis erhält. Aber auch damit ist Sokrates unzufrieden. Er entgegnet, wenn er dies seinem Bekannten, der eine Definition des Schönen gefordert hat, als Lösung vorschlage, werde dieser ihn auslachen, vielleicht sogar beschimpfen und verprügeln, weil er sich immer noch weigere, die Frage nach dem schlechthin Schönen zu beantworten, und stattdessen nur ein konkretes Beispiel bringe. Außerdem sei es keineswegs für alle schön, begraben zu werden; für die Götter und ihre Kinder komme ein Begräbnis nicht in Betracht. Für einen Helden wie Achilleus sei der Tod im Kampf schöner, als alt zu werden.
Definitionsversuche des Sokrates
Nachdem Hippias mit seinen Definitionsversuchen gescheitert ist, übernimmt Sokrates die Rolle des Vorschlagenden. Dabei beruft er sich wiederum auf seinen Bekannten, der sich manchmal seiner erbarme und ihm Anregungen gebe, wenn er – Sokrates – sich wegen seiner Unwissenheit und seiner Unerfahrenheit im philosophischen Denken als hilflos erweise. Ein solcher Anstoß sei der Vorschlag, den Ursprung aller Schönheit mit dem Passenden, dem Schicklichen oder Würdigen (prépon) gleichzusetzen. Dieser Gedanke wird nun geprüft. Dabei taucht ein neues Problem auf. Etwas Passendes kann Schönheit vortäuschen; beispielsweise kann passende Kleidung einem unattraktiven Menschen ein vorteilhafteres Aussehen verleihen. Es gibt also Fälle, in denen das Passende nicht Schönheit bewirkt, sondern den Anschein einer nicht wirklich vorhandenen Schönheit erzeugt. Für Hippias macht das keinen Unterschied, denn schön sein und schön erscheinen ist für ihn dasselbe. Diese Gleichsetzung widerlegt jedoch Sokrates mit dem Argument, dass Schönheit dann immer für alle unmittelbar evident wäre, so dass es unter den Menschen keine Meinungsverschiedenheiten über ihr Vorhandensein geben könnte. Es zeigt sich, dass das, was schönen Schein erzeugt, nicht zugleich das sein kann, was wirkliche Schönheit hervorbringt. Daran scheitert dieser Definitionsversuch.
Der nächste Vorschlag des Sokrates ist die Gleichsetzung des Schönen mit dem Brauchbaren. Schön – in einem nicht nur ästhetischen Sinne des Begriffs – ist das, was etwas taugt. Körperorgane, Nutztiere sowie menschliche Erzeugnisse, Tätigkeiten und Einrichtungen werden unter dem Gesichtspunkt ihrer Tauglichkeit als „schön“ in diesem Sinne des Wortes bewertet. Als schön gilt das, was etwas Erwünschtes bewirken kann. Wenn Schönheit so aufgefasst wird, ist sie eine Fähigkeit. Demnach ist die Brauchbarkeit – die Eignung zu einem bestimmten Zweck – das, was allem Schönen die Schönheit verleiht. Das kann aber in dieser Allgemeinheit nicht stimmen, da es auch schlechte Zwecke gibt; was diesen dient, kann man nicht schön nennen.
Die Definition bedarf somit eines Zusatzes, den Hippias sogleich hinzufügt: Gemeint ist nicht die Tauglichkeit für alle Zwecke, sondern nur für gute. Das Brauchbare ist schön, wenn es Gutes hervorbringt. Diese Behauptung hat allerdings eine problematische Konsequenz: Der Nutzen des Nützlichen besteht darin, dass es Gutes schafft. Somit ist, wenn das Nützliche zugleich das Schöne ist, das Gute ein Erzeugnis des Schönen. Das Schöne ist der Verursacher, das Gute das Verursachte. Wenn es sich aber um ein Ursache-Wirkung-Verhältnis handelt, ist das Schöne selbst nicht gut, sondern es ist der Faktor jenseits der Gutheit, der das Gute ermöglicht, und das Gute gehört selbst nicht zum Schönen, sondern ist nur dessen Produkt. Dieser Folgerung können jedoch die beiden Gesprächspartner nicht zustimmen, denn sie wollen weder dem Schönen Gutheit noch dem Guten Schönheit absprechen.
Nun schlägt Sokrates vor, das Schöne als das zu bestimmen, was dem Menschen Freude bereitet. Mit Freude soll nicht jede Art von Vergnügen gemeint sein, sondern nur die erfreuliche Wirkung angenehmer optischer und akustischer Wahrnehmungen. Doch auch gegen diesen Einfall erheben sich gewichtige Einwände. Problematisch ist schon die Notwendigkeit, schöne Tätigkeiten oder Gesetze unter die Objekte des Sehens oder Hörens einzuordnen. Die Hauptschwierigkeit besteht aber in der Willkürlichkeit des Herausgreifens zweier Arten von Sinneswahrnehmung. Tatsächlich pflegen angenehme Eindrücke anderer Art, etwa die vom Geruchs- und vom Geschmackssinn vermittelten, nicht als „schön“ bezeichnet zu werden, sondern nur die Eindrücke durch Auge und Ohr. Das, was allgemein als das Lustvollste von allem gilt, die erotische Betätigung, wird sogar sorgfältig vor fremden Augen verborgen, weil ihr Anblick als das Hässlichste von allem betrachtet wird. Die Abtrennung der optisch und akustisch vermittelten Lust von den übrigen Lüsten entbehrt aber einer einleuchtenden Begründung. Das Sichtbare ist nicht wegen seiner Sichtbarkeit schön, denn sonst wäre das schöne Hörbare, da es nicht sichtbar ist, unschön; und ebenso kann es nicht die Hörbarkeit sein, die Schönheit ausmacht. Der Faktor, der die Schönheit bewirkt, müsste also etwas sein, was den erfreulichen optischen und akustischen Eindrücken gemeinsam ist und nur ihnen zukommt. Außerdem müsste er nicht nur in den Dingen, die zugleich durch Anblick und durch Klang schön sind, sondern auch in Sichtbarem, aber Unhörbarem und in Hörbarem, aber Unsichtbarem als Wirklichkeit präsent sein. An dieser Bedingung scheitert der Definitionsversuch; erneut entzieht sich das Wesen des Schönen der Bestimmung.
Der letzte Vorschlag des Sokrates, der achte Definitionsversuch des Dialogs, ist eine Abwandlung des vorigen. Das, was die Abtrennung der von Auge und Ohr vermittelten Lust von allen anderen Lüsten rechtfertigen soll, ist eine besondere Qualität, die nur diesen beiden Lustarten zugeschrieben wird. Sokrates nennt sie die unschädlichsten und besten Arten der Lust. Dem stimmt Hippias zu. Dagegen würde aber der kritische Bekannte des Sokrates einwenden, dass hier die Bezeichnungen „unschädlich“ und „gut“ im Sinne von „nützlich“ verwendet werden und somit der Definitionsversuch an dem Einwand scheitert, der bereits verhindert hat, dass das Schöne mit dem Brauchbaren identifiziert wurde.
Ratlosigkeit am Ende der Bemühungen
Nach dem Scheitern aller Klärungsversuche kritisiert Hippias die Vorgehensweise des Sokrates von seinem unphilosophischen, pragmatischen Standpunkt aus. Er sieht darin eine zwecklose Spitzfindigkeit; man zerpflücke das Thema und zerlege es in Einzelheiten, deren gesonderte Betrachtung nichts einbringe, sondern leeres Geschwätz sei. Schön und wertvoll sei etwas ganz anderes: eine gelungene Rede, mit der man das Publikum überzeuge und für sich selbst handfeste Ziele erreiche. Philosophische Analyse ist für Hippias Zeitverschwendung. Dem hält Sokrates entgegen, dass sein Bekannter ihm die Ungereimtheit dieser Position vorhalten würde: Eine Rede als „schön“ zu bezeichnen, sei sinnlos, wenn man den Begriff „schön“ nicht definieren könne und somit nicht wisse, was Schönheit ausmacht.
Die Schlussbilanz, die Sokrates zieht, ist ernüchternd. Eine Lösung zeichnet sich nicht ab. Abschließend stellt Sokrates fest, er glaube nun verstanden zu haben, was das Sprichwort „Was schön ist, ist schwer“ bedeute.

## Die Gesprächsführung
Hippias macht den Eindruck eines begriffsstutzigen und zugleich selbstgefälligen Menschen. Auch offensichtlich ironisch gemeintes Lob des Sokrates nimmt er ernst. Er hört nicht richtig zu oder kann einen einfachen Hinweis nicht verstehen; daher begeht er wiederholt und unbeirrt einen Fehler, vor dem er bereits mit klaren Worten gewarnt worden ist. Sein Mangel an Aufmerksamkeit und seine Vergesslichkeit im Dialog kontrastieren mit seiner ansonsten vorhandenen Konzentrationsfähigkeit, seiner berühmten, von ihm selbst und – ironisch – auch von Sokrates gepriesenen Gedächtnisleistung. Auf sein ungewöhnliches Gedächtnis ist er stolz; er behauptet, er könne sich eine Liste von fünfzig Namen nach einmaligem Hören merken. Aus der Perspektive sokratischer Philosophie erscheint jedoch solches Auswendiglernen von Daten zum Zweck des Imponierens als müßige, sinnlose Beschäftigung und hat mit echtem Wissen und Verstehen nichts zu tun. Sokrates vergleicht es verächtlich mit Altweibergeschichten.
Hippias kündigt einen öffentlichen Vortrag über die Bildung der Jugend an, den er bereits in Sparta gehalten hat und mit dem er nun auch in Athen Beifall zu finden hofft. Damit deutet der Autor des Dialogs das Konkurrenzverhältnis zwischen den sehr unterschiedlichen pädagogischen Konzepten der Sophisten und der sokratisch-platonisch orientierten Philosophen an. Der Gesprächsverlauf soll dem Leser aus platonischer Sicht die Wertlosigkeit eines auf bloße Anhäufung von Faktenwissen und gesellschaftlichen Erfolg abzielenden Bildungsstrebens vor Augen führen. Hippias wird als profilierter Repräsentant einer sophistischen Bewegung dargestellt, die das Bildungswesen dominieren will, obwohl sie zu einer ernsthaften Auseinandersetzung mit pädagogisch wichtigen Themen weder gewillt noch imstande ist. In diesem Kontext schildert der Autor zu Beginn des Dialogs ausführlich die kommerzielle Motivation sophistischer Lehrer, um sie anzuprangern. Am Schluss stellt er Hippias wiederum als Vertreter einer kleingeistigen Lebenshaltung dar, indem er ihn erklären lässt, das höchste Ziel sei es, für sich selbst sowie für sein Eigentum und seine Freunde Sicherheit zu erlangen.
Hippias zeigt keine Neigung zu abstraktem, philosophischem Denken und ist dazu kaum befähigt. Sein Anliegen ist nicht das Entdecken von Wahrheit, sondern das schnelle Finden akzeptabel scheinender Lösungen, die mit gängigen Sichtweisen im Einklang stehen und daher gute Aussicht auf allgemeine Zustimmung haben. Mängel seiner Position stören ihn nur, wenn sie von anderen bemerkt werden und ihm die Niederlage einer Widerlegung droht.
Das Auftreten des Sokrates ist für einen platonischen Dialog ungewöhnlich unhöflich, es wirkt aggressiv. Er äußert sich nicht nur zur Sache, sondern gibt auch scharfer, nur notdürftig verhüllter Kritik an Hippias breiten Raum. Seine beißende Ironie lässt seine Ungeduld mit dem oberflächlich und undurchdacht argumentierenden Gesprächspartner erkennen. Allerdings wird dem Leser der Eindruck vermittelt, dass Hippias durch sein großsprecherisches Auftreten und seine maßlose Überschätzung seiner Fähigkeiten die peinliche Entlarvung seiner Leichtfertigkeit selbst verschuldet hat. Der Sophist lässt zwar seiner Eitelkeit freien Lauf, bleibt aber im Gegensatz zu Sokrates stets höflich.
Eine wichtige Rolle spielt der nicht namentlich genannte Bekannte des Sokrates, der angeblich die Frage nach dem Schönen aufgeworfen hat. Immer wieder nimmt Sokrates die zu erwartende vernichtende Kritik dieses Anonymus an unüberlegten Äußerungen des Hippias vorweg. Während er selbst Hippias emphatisch lobt, gibt er seine Angriffe auf ihn als hypothetische Reaktionen des anonymen Denkers aus. So kann er sich drastische, verletzende Urteile über die Inkompetenz seines Gesprächspartners erlauben, ohne selbst als deren Urheber zu erscheinen. Unter diesen Umständen reagiert Hippias ungehemmt, er erwidert mit abfälligen Äußerungen über den Anonymus. Der wiederholten Frage des Hippias, wer dieser mysteriöse Mensch sei, weicht Sokrates aus, doch erwähnt er, dass er mit ihm zusammenlebe und sein naher Verwandter sei. Er gibt zu verstehen, dass zwischen ihm und jenem offenbar philosophisch bestens geschulten Mann ständig intensive Diskussionen stattfänden. Dabei erweckt Sokrates den Eindruck, zu dem Anonymus in einem Schülerverhältnis zu stehen und ihm weit unterlegen zu sein; er berichtet, er werde von ihm ständig wegen seiner Unwissenheit und Unbeholfenheit zurechtgewiesen und widerlegt.
Offenbar meint Sokrates mit dem Anonymus sich selbst. Er versteckt sich hinter dieser fingierten Gestalt. So kann er einerseits bescheiden auftreten und andererseits unverblümter reden, als es die Dialogsituation und das Erfordernis der Höflichkeit sonst zuließen.

## Philosophische Bilanz
Der Umstand, dass der Dialog in Ratlosigkeit endet, hat zu verschiedenen Deutungen Anlass gegeben. Diskutiert wird in der philosophiehistorischen Forschung insbesondere die Frage, ob oder inwieweit den Ausführungen des Sokrates Elemente der platonischen Metaphysik, die nicht direkt angesprochen wird, zugrunde liegen und ob die Behandlung des Themas auf die platonische Ideenlehre hinweisen soll. In diesen Zusammenhang gehört die Frage, ob der Versuch einer Bestimmung dessen, was die Schönheit ausmacht, primär unter logischem oder unter ontologischem Gesichtspunkt unternommen wird.
Nach einer Hypothese von Raphaël Arteau McNeil sind die Ansichten, die Hippias im Dialog vertritt, im Kontext eines materialistischen Weltbilds zu verstehen, das er sich zu eigen gemacht hat und das an die Philosophie Demokrits erinnert. McNeil meint, Platon wolle zeigen, dass man mit einer solchen Denkweise beim Versuch, Fragen wie die im Dialog angesprochenen zu klären, scheitern müsse. Sein Anliegen sei somit eine Kritik am Materialismus.

## Echtheitsfrage und Entstehungszeit
Platons Autorschaft wird seit dem 19. Jahrhundert von zahlreichen Forschern bezweifelt oder bestritten. Erhebliche Zweifel an der Echtheit des Dialogs äußerte als Erster im Jahr 1809 der einflussreiche Platon-Übersetzer Friedrich Schleiermacher, doch ohne sich in dieser Frage eindeutig zu entscheiden. Er gab unter anderem zu bedenken, für Platon sei der Spott zu unfein, und es sei ihm kaum zuzutrauen, den prominenten Sophisten „in einem so unerhörten Grade von Dummheit darzustellen“. Im 19. Jahrhundert sprachen sich namhafte Philosophiehistoriker wie Friedrich Ueberweg und Eduard Zeller gegen die Authentizität aus. Auch der einflussreiche Philologe Ulrich von Wilamowitz-Moellendorff verwarf die Zuschreibung an Platon. Er meinte, es handle sich um das Werk eines Nachahmers, „der dies und das von Platon nimmt, ohne etwas Ganzes zu erreichen“, es fehle sokratisches Ethos und platonischer Witz.
Eine ausführliche Darlegung der Argumente für die Unechtheit, die in der neueren Diskussion eine Rolle spielen, bietet Ernst Heitsch. Zu den Gegnern der Echtheit in neuerer Zeit zählen auch Debra Nails, Charles Henry Kahn und Holger Thesleff.
Die Hauptargumente gegen die Echtheit des Dialogs sind:
- Aristoteles zitiert den Kleineren Hippias nur als „Hippias“, woraus gefolgert wird, dass er kein anderes so benanntes Werk Platons kannte.[37]
- Der Größere Hippias weist eine Reihe von auffälligen Übereinstimmungen mit echten Dialogen Platons auf. Gegner der Echtheit führen dies darauf zurück, dass der Autor diese Werke benutzt und Platon imitiert habe, was ihm teils nur unzulänglich gelungen sei.[38]
- Hippias wird – auf indirekte, aber sehr deutliche Weise – weit heftiger angegriffen und lächerlich gemacht, als es Gesprächspartnern des Sokrates – darunter auch Hippias – in den sicher echten Dialogen Platons geschieht.[39]
- Wenn der Dialog ebenso wie der Kleinere Hippias echt ist, handelt es sich um den einzigen Fall von zwei nach derselben Person benannten Dialogen Platons.
- Manche Begriffsverwendungen und sprachlichen Phänomene im Größeren Hippias kommen in den sicher echten Schriften Platons nicht vor oder sind sogar überhaupt erst Jahrhunderte nach seinem Tod belegt.[40]
- Der Stil ist stellenweise nicht auf dem Niveau, das von einem echten Werk Platons zu erwarten ist; einiges wirkt wie eine missglückte Imitation des Stils der echten Werke.[41]
- Der Charakter der Titelfigur ist im Größeren Hippias anders gezeichnet als im Kleineren Hippias. Das spricht dagegen, dass die beiden Dialoge vom selben Verfasser stammen.[42]

Ferner werden auch subjektive Eindrücke ins Spiel gebracht. So schreibt Charles Kahn, wer den Größeren Hippias für echt halte, habe „keinen Sinn für die Kunst des größten Prosaschriftstellers der Antike“.
Die Echtheitsbefürworter bringen vor, aus der Textüberlieferung und der antiken Rezeption des Werkes ergebe sich kein Indiz für die Unechtheit, somit liege die Beweislast auf der Gegenseite. Es wird versucht zu zeigen, dass die einzelnen Argumente gegen die Echtheit nicht schlüssig seien. Die Gründe für die Zweifel an Platons Autorschaft seien hauptsächlich subjektiver Natur. Ungewöhnliches in Stil und Wortschatz könne damit zu erklären sein, dass es sich um Zitate aus Dichtung oder um parodistische Imitation der Ausdrucksweise des historischen Hippias handle. Eine Stelle in der Topik des Aristoteles lasse erkennen, dass er vermutlich auf den Größeren Hippias Bezug nehme; dies spreche dafür, dass er ihn für ein Werk Platons gehalten habe.
Eine eingehende Verteidigung der Echtheit ist die 1953 erschienene Untersuchung des Dialogs von Marion Soreth, die teils auf Zustimmung, teils aber auch auf entschiedenen Widerspruch gestoßen ist. Von einer computergestützten Stilanalyse ausgehend verficht Gerard R. Ledger die Echtheit. Maria Teresa Liminta hat in ihrer 1998 veröffentlichten gründlichen Untersuchung, in der sie ausführlich auf die Forschungsgeschichte eingeht, ein Plädoyer für die Echtheit aus der Sicht der „Tübinger und Mailänder Schule“ der Platoninterpretation vorgelegt.
Die Diskussion ist weiterhin im Gang, wobei die Befürworter der Echtheit in neuerer Zeit zahlenmäßig überwiegen, die Gegner jedoch darauf beharren, dass eine Reihe von Indizien eine Entscheidung für die Echtheitshypothese beträchtlich erschweren.
Die chronologische Einordnung des Werks hängt eng mit der Echtheitsfrage zusammen. Die Forscher, die den Größeren Hippias für echt halten, zählen ihn zu Platons Frühwerken und setzen seine Abfassung in den Zeitraum zwischen dem Prozess des Sokrates, der im Frühjahr 399 v. Chr. stattfand, und Platons erster Sizilienreise, die er um 388 v. Chr. antrat. Hierfür werden inhaltliche und stilistische Gründe geltend gemacht. Manche Verfechter der Unechtheitshypothese meinen, der Dialog sei noch zu Platons Lebzeiten entstanden, andere vermuten, dass der Autor erst in der Epoche des Hellenismus, vielleicht sogar erst in römischer Zeit lebte.

## Rezeption

### Antike und Mittelalter
In der Antike wurde nicht an der Echtheit des Größeren Hippias gezweifelt. In der Tetralogienordnung der Werke Platons, die anscheinend im 1. Jahrhundert v. Chr. eingeführt wurde, gehört er zur siebten Tetralogie. Der Philosophiegeschichtsschreiber Diogenes Laertios zählte ihn zu den „widerlegenden“ Schriften und gab als Alternativtitel „Über das Schöne“ an. Dabei berief er sich auf eine heute verlorene Schrift des Mittelplatonikers Thrasyllos.

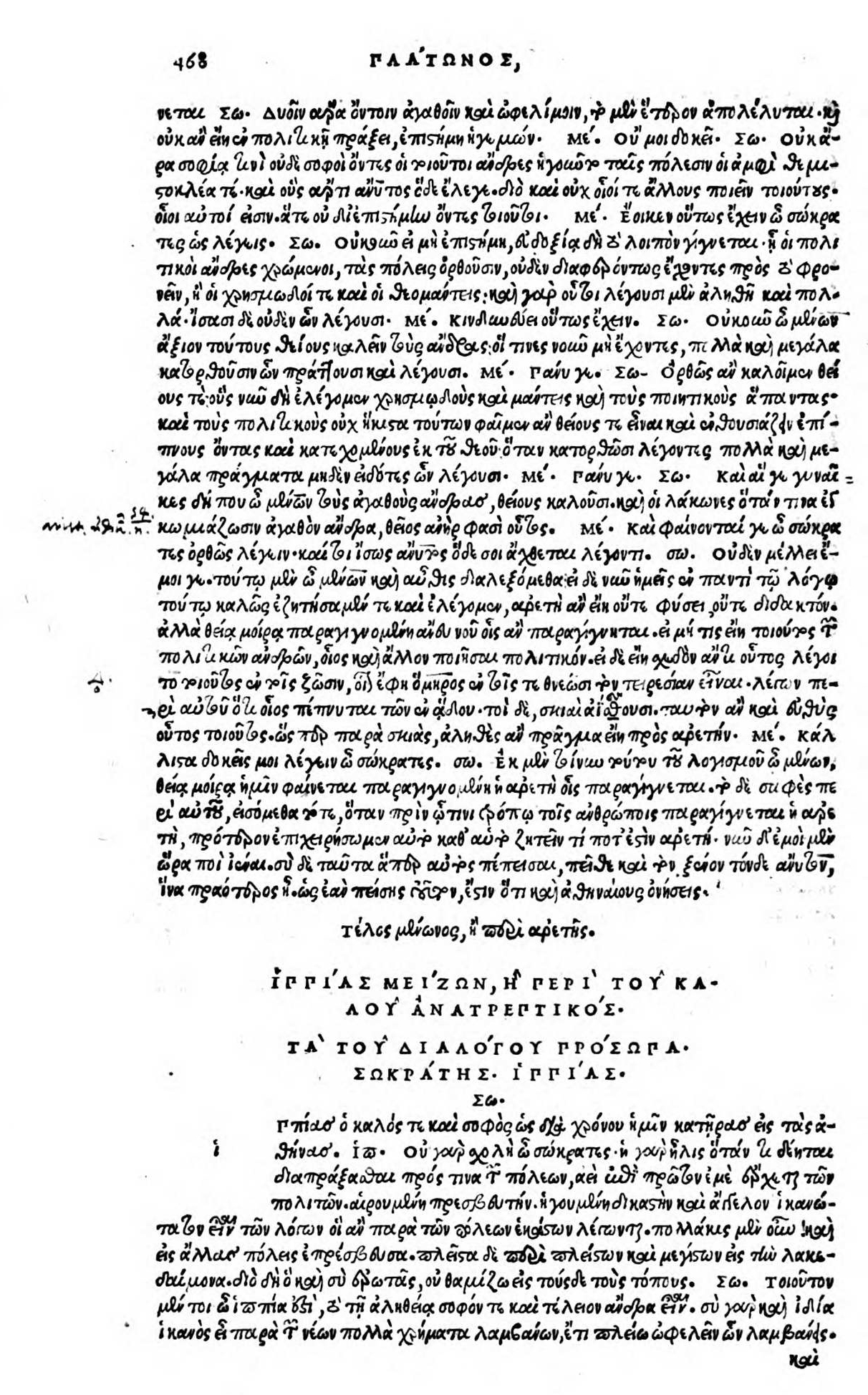
Der Anfang des Hippias maior in der Erstausgabe, Venedig 1513

Die Rezeption des Werks in der antiken Literatur ist relativ spärlich belegt. Plotin, der Begründer des Neuplatonismus, zitierte die Stelle im Größeren Hippias, wo Affen, Menschen und Götter hinsichtlich ihrer Schönheit verglichen werden.
Die antike Textüberlieferung beschränkt sich auf zwei kleine Fragmente aus einem Papyrus des 2. oder 3. Jahrhunderts. Die älteste erhaltene mittelalterliche Handschrift des Dialogs wurde im 10. Jahrhundert im Byzantinischen Reich angefertigt. In der lateinischsprachigen Gelehrtenwelt des Westens war der Größere Hippias im Mittelalter unbekannt.

### Frühe Neuzeit
Im Westen wurde der Größere Hippias im Zeitalter des Renaissance-Humanismus wiederentdeckt. Die erste lateinische Übersetzung erstellte der italienische Humanist Marsilio Ficino. Er veröffentlichte sie 1484 in Florenz in der Gesamtausgabe seiner Platon-Übersetzungen.
Die Erstausgabe des griechischen Textes erschien im September 1513 in Venedig bei Aldo Manuzio in der von Markos Musuros herausgegebenen Gesamtausgabe der Werke Platons.

### Moderne
Die moderne Auseinandersetzung mit dem Größeren Hippias ist vor allem von der Echtheitsdebatte geprägt, mit der die literarische Bewertung zusammenhängt: Manche Gegner der Echtheit beurteilen Stil und Inhalt abschätzig, Befürworter schätzen die literarische und philosophische Qualität günstiger ein. Doch finden sich auch unter den Echtheitsgegnern Stimmen, die der Leistung des Autors Anerkennung zollen. So schreibt Charles Kahn, der unbekannte Verfasser sei kein „Fälscher“ gewesen, sondern ein getreuer und intelligenter Nachahmer Platons. Franz von Kutschera, der den Größeren Hippias ebenfalls für unecht hält, lobt „die Kombination von guter, lebendiger, witziger dramatischer Gestaltung und Sinn für logische Distinktionen“. Zu einer gegenteiligen Einschätzung kommt Olof Gigon: Die Unterhaltung fließe „wenn nicht eintönig, so doch recht lustlos dahin“, die Rolle des Anonymus werde „pedantisch durchexerziert“, in künstlerischer Hinsicht stehe der Dialog tief unter dem Niveau unzweifelhaft echter Werke Platons.
Hinsichtlich der Frage, ob im Größeren Hippias eine über bloße Polemik gegen die Sophistik hinausreichende Absicht erkennbar ist, gehen die Meinungen auseinander. Schleiermacher spricht dem Dialog wissenschaftlichen Gehalt ab; dem Verfasser sei es um Polemik und überschwängliche Lustigkeit gegangen. Auch Ulrich von Wilamowitz-Moellendorff meint, nicht das Schöne, sondern das Debattieren an sich habe dem Autor in erster Linie am Herzen gelegen. William K. C. Guthrie, ein Echtheitsbefürworter, nimmt ebenfalls eine bescheidene Zielsetzung an; er hält den Dialog für eine „kleine Komödie“, die unterhaltsam sei und der Verspottung des Hippias diene. Ein Vertreter der gegenteiligen Meinung ist George Maximilian Anthony Grube; für ihn ist der Größere Hippias ein Beitrag zur Entwicklung der Logik. Diese Ansicht teilt Franz von Kutschera, der das Werk hinsichtlich der logischen Aspekte für „durchaus beachtlich“ hält. Auch Michael Erler bewertet den Dialog als lehrreich, wobei er an die Erörterung der allgemeinen Anforderungen denkt, die an Definitionen zu stellen sind. Hans Krämer sieht im Größeren Hippias eine protreptische Schrift; als solche habe er beträchtlichen Wert. Vor dem Hintergrund von Platons „ungeschriebener Lehre“ oder Prinzipienlehre werde eine tiefere Bedeutung des Werks verständlich, die ohne diesen Aspekt verborgen bleibe. Ein achtsamer Leser könne aufgrund des Scheiterns der Definitionsversuche zur Erkenntnis gelangen, dass ein Ausweg nur auf der Basis einer Prinzipienlehre zu finden sei, die dem Schönen den Status eines Aspekts des höchsten Prinzips, des Einen, zuweise. Einen bedeutsamen Zusammenhang mit der Prinzipienlehre sieht auch Maria Teresa Liminta, die 1998 eine umfangreiche Analyse des Größeren Hippias vorgelegt hat.

## Ausgaben und Übersetzungen
- Ludwig Georgii (Übersetzer): Hippias der Größere. In: Erich Loewenthal (Hrsg.): Platon: Sämtliche Werke in drei Bänden. Bd. 1, unveränderter Nachdruck der 8., durchgesehenen Auflage. Wissenschaftliche Buchgesellschaft, Darmstadt 2004, ISBN 3-534-17918-8, S. 617–655.
- Otto Apelt (Übersetzer): Platon: Hippias I/II, Ion. In: Otto Apelt (Hrsg.): Platon: Sämtliche Dialoge. Bd. 3, Meiner, Hamburg 2004, ISBN 3-7873-1156-4 (Übersetzung mit Einleitung und Erläuterungen; Nachdruck der 3. Auflage, Leipzig 1935).
- Gunther Eigler (Hrsg.): Platon: Werke in acht Bänden. Bd. 1, 4. Auflage, Wissenschaftliche Buchgesellschaft, Darmstadt 2005, ISBN 3-534-19095-5, S. 453–525 (Abdruck der kritischen Ausgabe von Maurice Croiset, 4. Auflage, Paris 1956, mit der deutschen Übersetzung von Friedrich Schleiermacher, 2., verbesserte Auflage, Berlin 1826).
- Ernst Heitsch (Übersetzer): Platon: Größerer Hippias (= Platon: Werke, Bd. VII 1). Vandenhoeck & Ruprecht, Göttingen 2011, ISBN 978-3-525-30417-4.
- Rudolf Rufener (Übersetzer): Platon: Frühdialoge (= Jubiläumsausgabe sämtlicher Werke, Bd. 1). Artemis, Zürich/München 1974, ISBN 3-7608-3640-2, S. 117–159.
- Bruno Vancamp (Hrsg.): Platon: Hippias maior, Hippias minor. Franz Steiner, Stuttgart 1996, ISBN 3-515-06877-5 (kritische Edition).